# (200340) 2000 HR82
(200340) 2000 HR82 es un asteroide perteneciente al cinturón de asteroides descubierto el 29 de abril de 2000 por el equipo del Lincoln Near-Earth Asteroid Research desde el Laboratorio Lincoln, Socorro, Nuevo México, Estados Unidos.

## Designación y nombre
Designado provisionalmente como 2000 HR82.

## Características orbitales
2000 HR82 está situado a una distancia media del Sol de 3,186 ua, pudiendo alejarse hasta 3,605 ua y acercarse hasta 2,767 ua. Su excentricidad es 0,131 y la inclinación orbital 5,091 grados. Emplea 2077,65 días en completar una órbita alrededor del Sol.

## Características físicas
La magnitud absoluta de 2000 HR82 es 15,6. 